# Sjungen förbön vid begravning (1897)
Sjungen Förbön vid begravning är en förbön för begravning komponerad 1897.  Den bearbetades 1985.

## Publicerad i
- Musiken till Svenska Mässan 1897.
- Den svenska mässboken 1942, del 1.
- Musik till Kyrkliga handlingar 1982.
- Den svenska kyrkohandboken 1986 under De kyrkliga Handlingarna.